# سعسع (فلسطين)
سعسع كانت قرية فلسطينية تبعد 31 كم شمال شرق مدينة صفد و 4 كم من الحدود مع لبنان. تقع على قمة جبل بارتفاع 875 م فوق سطح البحر، ويقابلها جبل الجرمق من الجنوب. يعود تاريخ سعسع إلى بداية الألف الثاني قبل الميلاد، حيث كانت موقعا كنعانيا استراتيجيا هاما يشرف على ما حوله من مناطق. وكانت سعسع غنية جدا بكروم العنب والزيتون، وكان فيها ثلاثة ينابيع غزيرة تروي أراضيها. في عام 1948 كان عدد سكان سعسع 1311 نسمة، يملكون 14796 دونما من الأرض.
تعرضت سعسع لثلاث موجات من العنف الوحشي خلال الصراع الوطني الفلسطيني بين العامين 1938 و 1948، وذلك بسبب موقعها الاستراتيجي في أعالي الجليل وبالقرب من الحدود اللبنانية. ففي نهاية ثورة 1936-1939 قامت القوات البريطانية بنسف 12 بيتا من بيوت سعسع بالديناميت عقابا لمن اتهمتهم بمسـاعدة الثوار، ثم أحاطت القرية بالأسلاك الشائكة وأبراج المراقبة.
في 15 شباط 1948 لم تقم الوحدة الثالثة من قوات البلماح اليهودية بإخلاء البيوت من سكانها كما فعل البريطانيون، بل تسللوا إلى القرية في ساعات الليل وزرعوا الديناميت في 10 بيوت ثم فجروها على رؤوس أصحابها وهم نائمون، فقتل 11 شخصا (5 منهم أطفال). وقد صرح موشيه كيلمان قائد العملية في مذكراته أن تلك العملية "زرعت الرعب الشديد في قلوب سكان القرى المحيطة."
الموجة الثالثة من الحرب على سعسع جاءت حين سقطت القرية في أيدي الكتيبة السابعة من قوات الهاغاناه ليلة 30 تشرين الأول 1948، فتم إعدام عدد من رجال القرية وطرد من بقي من أهلها إلى لبنان. ويعيش اللاجئون من سعسع الآن في مخيمات نهر البارد والرشيدية في لبنان، وعدد قليل ممن غادروا القرية قبل احتلالها يعيشون في قرية الجش في الجليل الأعلى.
يقطن قرية سعسع الآن عدد من أهاليها الذين ظلوا صامدين ، عائلة السعيد ، ومن رجالاتها أبو فراس السعيد ، ومحمد ، وجاسم السعيد، وتقيم فيها أيضا امرأة حديدية لم يستطع كل العدوان أن يجعلها تغادر سعسع ، يطلق عليها رسمية الدركية، وهي تنتمي أيضا إلى عائلة السعيد التي ظلت محافظة على مواطنها في كل ظروف العدوان ، ولا زالت تقيم في أرضها إلى يومنا هذا.

## السكان بعد الهجرة
تواجد أهالي سعسع بعد الهجرة في مخيم عين الحلوة ومخيم نهر البارد والشتات.

## وصلات خارجية
- سعسع ترحب بكم